# 青木直人
青木 直人（あおき なおと、1953年 - ）は、日本のジャーナリスト。

## 経歴
島根県益田市出身。中央大学卒業後、民間シンクタンクの研究員を経て、ジャーナリストとなる。中華人民共和国やアメリカ合衆国、日中関係や日米関係などの日本の国際関係を、主なテーマに活動。

## 著書

### 単著
- 「怒りを超えてもはやお笑い!日本の中国援助ODA―誰も知らない血税3兆円の行方」（祥伝社、2001年） ISBN 4-396-61124-2
- 「WTO加盟の楽観論を排す!中国に再び喰われる日本企業」（小学館、2002年） ISBN 4-09-402586-3
- 「人脈で読む中国の真実―食い込むアメリカ食われる日本」（実業之日本社、2002年） ISBN 4-408-10500-7
- 「田中角栄と毛沢東―日中外交暗闘の30年」（講談社、2002年） ISBN 4-06-211371-6
- 「中国ODA6兆円の闇―誰のための、何のための「援助」なのか!? 」（祥伝社、2003年） ISBN 4-396-31330-6
- 「北朝鮮処分―2005年、米中が描く「金正日抹消」のシナリオ 」（祥伝社、2003年） ISBN 4-396-61200-1
- 「「拉致」処分―家族を翻弄する米中のパワーバランス 」（ビジネス社、2005年） ISBN 4-8284-1243-3
- 「中国に喰い潰される日本」（PHP研究所、2007年） ISBN 978-4-569-65982-4
- 「中国利権のタブー」（宝島社、2007年） ISBN 978-4-7966-5790-7
- 「敵国になり得る国・米国」（PHP研究所、2008年） ISBN 4569694977
- 「北京五輪後に何かが起こる」（PHP研究所、2008年） ISBN 978-4569702582

### 編著
- 「中国ビジネスのウソ―二〇〇七年、やがて中国の「危機」は来る!」（監修、宝島社、2003年） ISBN 4796632042
- 「中国利権の真相―“赤い貴族”に群がった日本の政・官・財・メディア 」（宝島社、2004年）  ISBN 4-7966-4311-7
- 「中国の黒いワナ」（監修、宝島社、2007年） ISBN 978-4-7966-5909-3
- 「終わらない対中援助」（古森義久との共著、PHP研究所、2009年）